# ماتسودایرا نوبومیتسو
ماتسودایرا نوبومیتسو (به ژاپنی: 松平 信光 まつだいら のぶみつ); در یک منبع به عنوان پسر ماتسودایرا چیکائوجی ذکر شده است. یک فئودال ژاپنی در اواسط دوره موروماچی تا دوره سنگوکو بود که در ولایت میکاوا ارباب بود. او سومین رهبر خاندان ماتسودایرا و بنیانگذار خاندان ایواتسوماتسودایرا بود.